# Saskia de Brauw
Saskia de Brauw (Amsterdam, 19 aprile 1981) è una modella olandese.

## Carriera
Dopo aver iniziato a lavorare nell'industria della moda giovanissima, Saskia de Brauw ha abbandonato la carriera all'età di sedici anni per seguire la propria passione per l'arte, e completare gli studi nella sua città natale di Amsterdam. De Brauw ritorna a lavorare all'età di ventinove anni e riesce immediatamente a farsi un nome nell'ambiente, arrivando a comparire su due distinte edizioni di Vogue nello stesso mese. Nel marzo 2011 viene infatti fotografata da Mert and Marcus per Vogue Paris, da Steven Meisel per la copertina di Vogue Italia e da Paolo Roversi in un ulteriore ampio servizio dell'edizione italiana di Vogue di marzo 2014. Insieme a Mariacarla Boscono e Daphne Groeneveld viene scelta come protagonista della campagna promozionale internazionale primavera/estate 2011 di Givenchy.
Fra gli altri marchi per cui de Brauw ha lavorato come testimonial si possono citare Chanel, Dsquared² e Versace. La modella ha inoltre sfilato per Anna Sui, Chanel, Derek Lam, Francesco Scognamiglio, G-Star, Givenchy, Helmut Lang, Jason Wu, Narciso Rodriguez, No. 21, Rag & Bone, Vera Wang, Y-3, Salvatore Ferragamo, Alberta Ferretti. Nel 2011, oltre che sulle copertine delle edizioni italiane e francesi di Vogue, de Brauw è comparsa sulla copertina dell'edizione francese Numéro e su quella dell'edizione olandese di Elle in due distinte occasioni: ottobre 2010 e settembre 2011.

## Agenzie
- Paparazzi Model Management - Amsterdam[1][8]
- Viva Models - Londra, Parigi[1][9]
- Leni's Model Management[1]
- DNA Model Management - New York[1][10]
- Why Not Model Agency - Milano